# Клевець Мирон Юрійович
Миро́н Ю́рійович Клеве́ць (1938—2015) — український фізіолог, доктор біологічних наук (1993), професор (2001). Заслужений професор Львівського університету (2004).

## Життєпис
Народився 1938 року в селі Негровець (сучасний Міжгірський район, Закарпатська область) у багатодітній родині. 1952 року закінчив негровецьку 7-річку, 1955-го — синевирську середню школу. Протягом 1956—1958 років у цій же школі працював учителем ручної праці.
1963 року закінчив з відзнакою Ужгородський університет, де працював протягом 1967—1968 років; 1967-го здобув науковий ступінь кандидата наук (науковий керівник Богач Петро Григорович), з того часу співпрацював із Михайлом Шубою. Під час навчання познайомився з майбутньою дружиною Людмилою Клевець. Від 1968 року — на Рівненській загальнонауковій кафедрі Київського університету.
З 1971 року — у Львівському університеті; протягом 1991–2010-х, 2004 — заслужений професор, від 2010-го — професор кафедри фізіології людини і тварин.
Наукові дослідження стосуються електрофізіології гладких м'язів кишковика та секреторних клітин травних залоз.
Як науковець підготував 7 кандидатів й 4 доктори наук. Є автором понад 230 наукових праць, серед них 4 навчальні підручники та 2 підручники.
Серед робіт:
- «Основи електрофізіології», навчальний посібник, 1984, співавтор
- «Вивчення провідності мембрани секреторних клітин в стані спокою методикою внутрішньоклітинного аналізу», 1986
- «Методичні підходи для виявлення трансмембранного струму натрій-кальцієвого обміну», 1998, співавтор
- «Genes expression of calcium signaling molecules in salivary glands of Drosophila melanogaster larvae», 2009, співавтор
- «Фізіологія людини і тварин (фізіологія нервової, м'язової і сенсорних систем)», підручник, 2011, співавтор.

Член Українського фізіологічного та Українського біофізичного товариств, редакційної колегії «Наукового вісника Волинського університету».
З дружиною виховали доньку Ольгу і сина Віктора.
Помер 2015 року, похований на Сихівському цвинтарі.